# Robin Wright
Robin Gayle Wright (sinh ngày 8 tháng 4 năm 1966) là một nữ diễn viên người Mỹ. Cô là người nhận được tám đề cử Primetime Emmy Award và đã giành được Giải Quả cầu vàng và Giải Satellite cho diễn xuất của cô trên truyền hình.
Lần đầu tiên Wright được chú ý với vai diễn trong NBC Daytime opera xà phòng Santa Barbara, trong vai Kelly Capwell từ năm 1984 đến 1988. Sau đó, cô đã thực hiện quá trình chuyển đổi sang phim, đóng vai chính trong bộ phim phiêu lưu giả tưởng hài lãng mạn The Princess Bride (1987). Vai diễn này đã đưa Wright đến thành công hơn nữa trong ngành công nghiệp điện ảnh, với các vai chính trong các bộ phim như Forrest Gump (1994), bộ phim tình cảm lãng mạn Message in a Bottle (1999), phim kinh dị siêu anh hùng Unbreakable (2000), bộ phim lịch sử The Conspirator (2010), bộ phim thể thao tiểu sử Moneyball (2011), phim kinh dị bí ẩn Cô gái có hình xăm rồng (2011), bộ phim tiểu sử Everest (2015), phim siêu anh hùng Wonder Woman (2017), và bộ phim khoa học viễn tưởng neo-noir Blade Runner 2049 (2017).
Wright đóng vai chính Claire Underwood trong series phim truyền hình chính trị Netflix House of Card, mà cô ấy đã giành được Golden Giải Quả cầu cho Nữ diễn viên xuất sắc nhất - Phim truyền hình dài tập vào năm 2013, đưa cô trở thành nữ diễn viên đầu tiên giành Quả cầu vàng cho loạt phim truyền hình trên web. Wright cũng đã nhận được các đề cử Giải Primetime Emmy liên tiếp trong Nữ diễn viên chính xuất sắc cho hạng mục House of Card giữa năm 2013 và 2017, và Phim truyền hình xuất sắc hạng mục năm 2016 và 2017 với tư cách là nhà sản xuất trong chương trình.
Wright cũng là một trong những nữ diễn viên được trả lương cao nhất ở Hoa Kỳ, kiếm được 420.000 đô la Mỹ mỗi tập cho vai diễn trong House of Card năm 2016.

## Thời trẻ
Wright sinh ở Dallas, Texas, mẹ là Gayle (Gaston), một nữ nhân viên bán hàng mỹ phẩm và Freddie Wright, một nhân viên công ty dược phẩm. Wright lớn lên ở San Diego, California. Cô học Trường trung học La Jolla và Trường trung học Taft ở Woodland Hills, Los Angeles.

## Sự nghiệp
Wright bắt đầu sự nghiệp của mình như một người mẫu, khi cô 14 tuổi. Lúc 18 tuổi, cô đã thủ vai Kelly Capwell trong NBC Daytime opera xà phòng Santa Barbara, mà cô đã nhận được một số Ban ngày Giải Emmy đề cử.